# Christiaan Bonifacius van der Tak (1814-1878)
Christiaan Bonifacius van der Tak (Voorschoten, 12 augustus 1814 – Rotterdam, 8 augustus 1878) was van augustus 1861 tot zijn overlijden op 8 augustus 1878 Directeur der Gemeentewerken in Rotterdam.

## Levensloop
Van der Tak was de zoon van Gerardus Pieter van der Tak (1795-1872) en Pieternella Cornelia van der Meulen (1792-1847). Zijn ouders waren onbemiddeld en deden hem in de leer bij een timmerman.
Na zijn leerperiode werd Van der Tak opzichter bij de fabriek van Enthoven in Den Haag, een ijzergieterij en –pletterij waar in die tijd de eerste stoommachine in Den Haag was geplaatst. In 1852, op 38-jarige leeftijd, werd hij opzichter bij de Nederlandsche Rhijnspoorweg-Maatschappij. Eerst overzag hij de bouw van de IJsselspoorbrug over de Gelderse IJssel en daarna had hij de leiding over de bouw van de Boerengatbrug in Rotterdam en de opbouw van een tijdelijk stationsgebouw. Met de jaren had Van der Tak zich door zelfstudie verder bekwaamd in architectuur en civiele techniek.
Rond 1860 werd Van der tak bij de Nederlandsche Rhijnspoorweg-Maatschappij verantwoordelijk voor het onderhoud van de spoorweg Amsterdam-Rotterdam en het traject Utrecht-Driebergen. In 1861 werd hij door de Gemeente Rotterdam aangesteld als Directeur der Gemeentewerken als opvolger van Willem Anthony Scholten. In 1879 werd hij na zijn overlijden opgevolgd door Gerrit de Jongh.

### Personalia
Van der Tak trouwde (1) op woensdag 29 januari 1840 in Delft met Maria van der Gaag (1814-1843). Uit hun huwelijk werd een zoon en een dochter geboren. De dochter overleed op jonge leeftijd en de zoon Gerardus Pieter van der Tak (1838-1873) trouwde in 1871 met Johanna Antonia Dommerholt (1847-1929) waaruit werd geboren Christiaan Bonifacius van der Tak jr. (1872-1943). Van der Tak trouwde (2) in 1845 met Alida Maria Delia (1819-1905), dit huwelijk bleef kinderloos.
- Christiaan Bonifacius van der Tak jr. werd geboren in Vlissingen op 4 februari 1872 en overleed in Rotterdam op 11 oktober 1943. In 1916 werkte hij mee aan de uitbreiding van het kantoorgebouw van de Holland-Amerika Lijn, het huidige Hotel New York op de Kop van Zuid. Dit gebouw uit 1901, naar ontwerp van architecten J. Müller en C.M. Droogleever Fortuyn, was in 1908 al een eerste keer uitgebreid. De architect van de vierde generatie in Rotterdam, de achterkleinzoon, was Christiaan Bonifacius van der Tak (1900-1977).

## Werk
Onder het bewind van Van der Tak werd de Willemsbrug gebouwd, die het Noordereiland met Rotterdam Noord verbindt. Het ontwerp hiervan was rond 1870 begonnen en de brug werd geopend in oktober 1878. In die tijd werd ook de Koninginnebrug gebouwd, die op zijn beurt  het Noordereiland met Rotterdam-Zuid verbindt.
Het stadsbestuur besloot op voorstel van Van der Tak tot de oprichting van een drinkwaterleidingbedrijf. Van der Tak ontwierp ook de watertoren, werkplaatsen, fabriek, magazijn en woningen.
De Van der Takstraat op het Noordereiland, die de Koninginnebrug en Willemsbrug met elkaar verbond, is naar hem genoemd.

## Publicaties van Van der Tak
- De Terminus van de Rijn-Spoorweg te Rotterdam (1865)
- De drinkwaterleiding te Rotterdam (1877)

## Publicaties over C.B. van der Tak
- Moquette. "Tak, Christiaan Bonifacius van der,"in: P.J. Blok en P.C. Molhuysen, Nieuw Nederlandsch biografisch woordenboek. Deel 5 (1921). p. 872-873
- Groot, Anton & Max Cramer, C.B. van der Tak : Stadsarchitect tussen modernisme en traditie, 1929 – 1945. Amersfoort, Bussum : Bureau Monumentenzorg, 2007.